# Linarin
Linarin ist ein Flavonoid, das bisher in verschiedenen Pflanzen wie Leinkraut, Baldrian und Ackerminze identifiziert wurde.

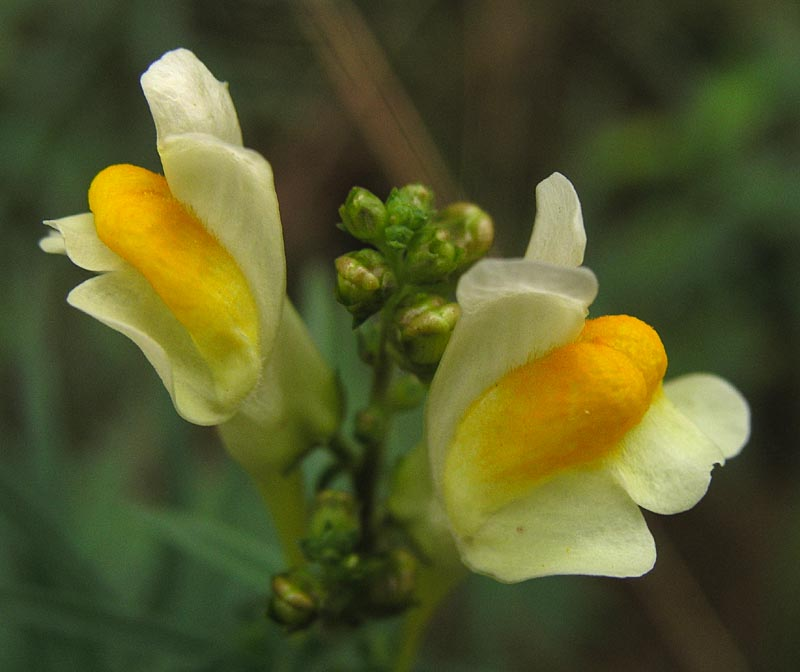
Echtes Leinkraut (Linaria vulgaris)

Wie andere Flavonoid-Glykoside könnte es als Repellent dem Fraßschutz dienen. Während die biologische Funktion bisher nicht näher untersucht wurde, liegen mehrere pharmakologische Studien vor.

## Pharmakologische Bedeutung
Linarin wird als ein möglicher neuer Wirkstoff zur Behandlung der Alzheimer-Krankheit diskutiert. Die Verbindung aktiviert Enzyme einer neuroprotektiven Signaltransduktion (PI3K/Akt-pathway), die einer bei Alzheimer-Patienten auftretenden und durch das Peptid Aβ(25-35)-induzierten Neurotoxizität entgegenwirkt.
Gleichzeitig ist Linarin ein Inhibitor der Acetylcholinesterase und bewirkt damit eine Konzentrationserhöhung und längere Verweildauer des Neurotransmitters Acetylcholin im synaptischen Spalt. Inhibitoren der Acetylcholinesterase werden u. a. als Wirkstoffe zur Behandlung von Alzheimer, Glaukom (Grünem Star) oder Myasthenia gravis verwendet. Für Linarin wurde darüber hinaus eine sedative Wirkung nachgewiesen.